# Entosthodon balansae
Entosthodon balansae är en bladmossart som beskrevs av Bescherelle 1877. Entosthodon balansae ingår i släktet koppmossor, och familjen Funariaceae. Inga underarter finns listade i Catalogue of Life.